# Leichtathletik-Weltmeisterschaften 2001/400 m der Frauen

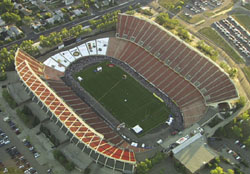
Das Commonwealth Stadium von Edmonton im Jahr 2005

Der 400-Meter-Lauf der Frauen bei den Leichtathletik-Weltmeisterschaften 2001 wurde vom 5. bis 7. August 2001 im Commonwealth Stadium der kanadischen Stadt Edmonton ausgetragen.
Weltmeisterin wurde Amy Mbacké Thiam aus dem Senegal.

Denkbar knapp mit zwei Hundertstelsekunden geschlagen erreichte die Olympiazweite von 2000 und WM-Dritte von 1999 Lorraine Fenton aus Jamaika den zweiten Platz. Sie war bis zum Jahr 2000 unter ihrem Namen Lorraine Graham gestartet und hatte darüber hinaus zweimal Medaillen mit der 4-mal-400-Meter-Staffel ihres Landes gewonnen: Silber bei den Olympischen Spielen 2000 und Bronze bei den Weltmeisterschaften 1997. Hier in Edmonton war sie am Schlusstag Mitglied der jamaikanischen Goldstaffel.

Den dritten Platz belegte die Mexikanerin Ana Guevara.

## Bestehende Rekorde
| Weltrekord | 47,60 s | Marita Koch           | Canberra, Australien          | 6. Oktober 1985 |
| WM-Rekord  | 47,99 s | Jarmila Kratochvílová | WM 1983 in Helsinki, Finnland | 10. August 1983 |

Der seit den ersten Weltmeisterschaften 1983 bestehende WM-Rekord wurde hier in Edmonton um 1,87 Sekunden verfehlt. Nur die drei Medaillengewinnerinnen Amy Mbacké Thiam, Lorraine Fenton und Ana Guevara blieben unter der Marke von fünfzig Sekunden.
Es wurden zwei Landesrekorde aufgestellt:
- 50,21 s – Amy Mbacké Thiam (Senegal), 2. Halbfinale am 6. August
- 49,86 s – Amy Mbacké Thiam (Senegal), Finale am 7. August

## Doping
In diesem Wettbewerb gab es einen Dopingfall.
Die im Halbfinale ausgeschiedene Belarussin Natallja Salahub wurde positiv auf das Steroid Norandrosteron getestet und disqualifiziert.
Benachteiligt wurde eine Läuferin:

Die Rumänin Otilia Ruicu wäre über ihre im zweiten Vorlauf erzielten 52,33 s im Halbfinale startberechtigt gewesen.

## Vorrunde
Die Vorrunde wurde in sechs Läufen durchgeführt. Die ersten drei Athletinnen pro Lauf – hellblau unterlegt – sowie die darüber hinaus sechs zeitschnellsten Läuferinnen – hellgrün unterlegt – qualifizierten sich für das Halbfinale.

### Vorlauf 1
5. August 2001, 9:50 Uhr
| Platz | Name                | Nation       | Zeit (s)                         |
| ----- | ------------------- | ------------ | -------------------------------- |
| 1     | Kaltouma Nadjina    | Tschad       | 51,24                            |
| 2     | Demetria Washington | USA          | 51,50                            |
| 3     | Sandie Richards     | Jamaika      | 51,71                            |
| 5     | Zana Minina         | Litauen      | 52,98                            |
| 6     | Gretta Taslakian    | Libanon      | 57,06                            |
| DSQ   | Alena Petrova       | Turkmenistan | IAAF Rule 163.3 – Bahnübertreten |
| DOP   | Natallja Salahub    | Belarus      | für das Halbfinale zugelassen    |
| DNS   | Sandrine Kangni     | Togo         |                                  |

### Vorlauf 2
5. August 2001, 9:56 Uhr
| Platz | Name               | Nation      | Zeit (s)                                         |
| ----- | ------------------ | ----------- | ------------------------------------------------ |
| 1     | Michelle Collins   | USA         | 51,26                                            |
| 2     | Lorraine Fenton    | Jamaika     | 51,80                                            |
| 3     | Claudia Marx       | Deutschland | 52,03                                            |
| 4     | Otilia Ruicu       | Rumänien    | 52,33 eigentlich für das Halbfinale qualifiziert |
| 5     | Foy Williams       | Kanada      | 52,92                                            |
| 6     | Carmo Tavares      | Portugal    | 54,08                                            |
| 7     | Gladys Mateyo      | Sambia      | 59,30                                            |
| DSQ   | Verica Dimitrovska | Mazedonien  | IAAF Rule 163.3 – Bahnübertreten                 |

### Vorlauf 3
5. August 2001, 10:02 Uhr
| Platz | Name              | Nation         | Zeit (s) |
| ----- | ----------------- | -------------- | -------- |
| 1     | Olesja Sykina     | Russland       | 51,56    |
| 2     | Falilat Ogunkoya  | Nigeria        | 51,79    |
| 3     | Hanna Kosak       | Belarus        | 52,35    |
| 4     | Catherine Murphy  | Großbritannien | 52,40    |
| 5     | Francine Landre   | Frankreich     | 52,57    |
| 6     | Christine Amertil | Bahamas        | 53,07    |
| 7     | Julia Alba        | Spanien        | 54,73    |
| 8     | Mereoni Raluve    | Fidschi        | 58,03    |

### Vorlauf 4

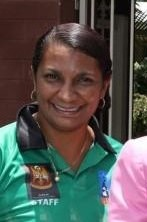
Nova Peris (im Jahr 2012) schied als Sechste ihres Vorlaufs aus

5. August 2001, 10:08 Uhr
| Platz | Name                        | Nation      | Zeit (s) |
| ----- | --------------------------- | ----------- | -------- |
| 1     | Ana Guevara                 | Mexiko      | 50,99    |
| 2     | Anastassija Kapatschinskaja | Russland    | 51,12    |
| 3     | Florence Ekpo-Umoh          | Deutschland | 51,77    |
| 4     | Grażyna Prokopek            | Polen       | 52,92    |
| 5     | K. Mathews Beenamol         | Indien      | 53,17    |
| 6     | Nova Peris                  | Australien  | 53,55    |
| 7     | Zwetelina Kirilowa          | Bulgarien   | 54,82    |
| DNS   | Odonsuren Oyuntuya          | Mongolei    |          |

### Vorlauf 5

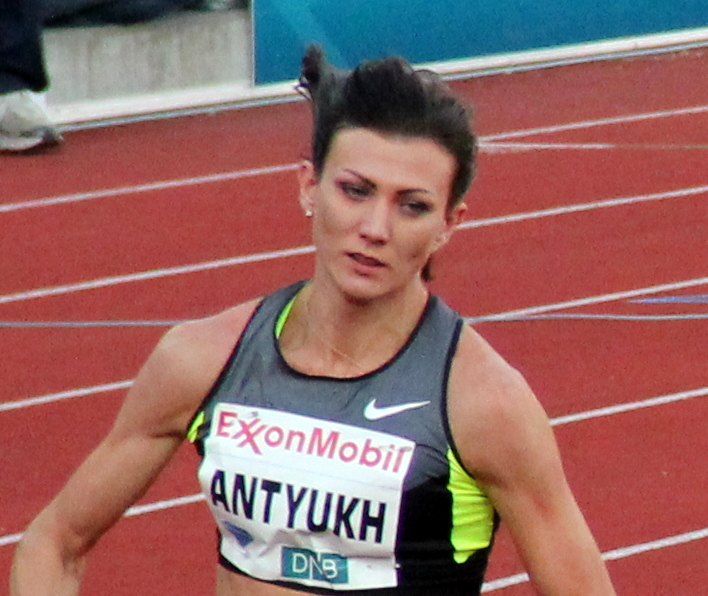
Als Siebte ihres Vorlaufs erreichte Natalja Antjuch hier nicht die nächste Runde – sie hatte ihre Karrierehöhepunkte noch vor sich

5. August 2001, 10:14 Uhr
| Platz | Name             | Nation         | Zeit (s) |
| ----- | ---------------- | -------------- | -------- |
| 1     | Grit Breuer      | Deutschland    | 50,71    |
| 2     | Monique Hennagan | USA            | 51,12    |
| 3     | Karen Shinkins   | Irland         | 51,37    |
| 4     | Donna Fraser     | Großbritannien | 52,02    |
| 5     | Aliann Pompey    | Guyana         | 52,20    |
| 6     | Jane Arnott      | Neuseeland     | 52,57    |
| 7     | Natalja Antjuch  | Russland       | 52,71    |

### Vorlauf 6
5. August 2001, 10:20 Uhr
| Platz | Name               | Nation     | Zeit (s)                         |
| ----- | ------------------ | ---------- | -------------------------------- |
| 1     | Amy Mbacké Thiam   | Senegal    | 50,99                            |
| 2     | Mireille Nguimgo   | Kamerun    | 51,09                            |
| 3     | Heide Seyerling    | Südafrika  | 51,78                            |
| 4     | Damayanthi Dharsha | Sri Lanka  | 52,21                            |
| 5     | LaDonna Antoine    | Kanada     | 52,38                            |
| 6     | Allison Beckford   | Jamaika    | 53,08                            |
| 7     | Jitka Burianová    | Tschechien | 53,29                            |
| DSQ   | Klodiana Shala     | Albanien   | IAAF Rule 163.3 – Bahnübertreten |

## Halbfinale
Aus den drei Halbfinalläufen qualifizierten sich die jeweils ersten beiden Athletinnen – hellblau unterlegt – sowie die darüber hinaus zwei zeitschnellsten Läuferinnen – hellgrün unterlegt – für das Finale.

### Halbfinallauf 1
6. August 2001, 17:10 Uhr
| Platz | Name                | Nation      | Zeit (s) |
| ----- | ------------------- | ----------- | -------- |
| 1     | Grit Breuer         | Deutschland | 50,32    |
| 2     | Olesja Sykina       | Russland    | 50,59    |
| 3     | Mireille Nguimgo    | Kamerun     | 50,71    |
| 4     | Demetria Washington | USA         | 51,26    |
| 5     | Karen Shinkins      | Irland      | 51,66    |
| 6     | Damayanthi Dharsha  | Sri Lanka   | 51,88    |
| 7     | Grażyna Prokopek    | Polen       | 52,28    |
| DOP   | Natallja Salahub    | Belarus     |          |

### Halbfinallauf 2

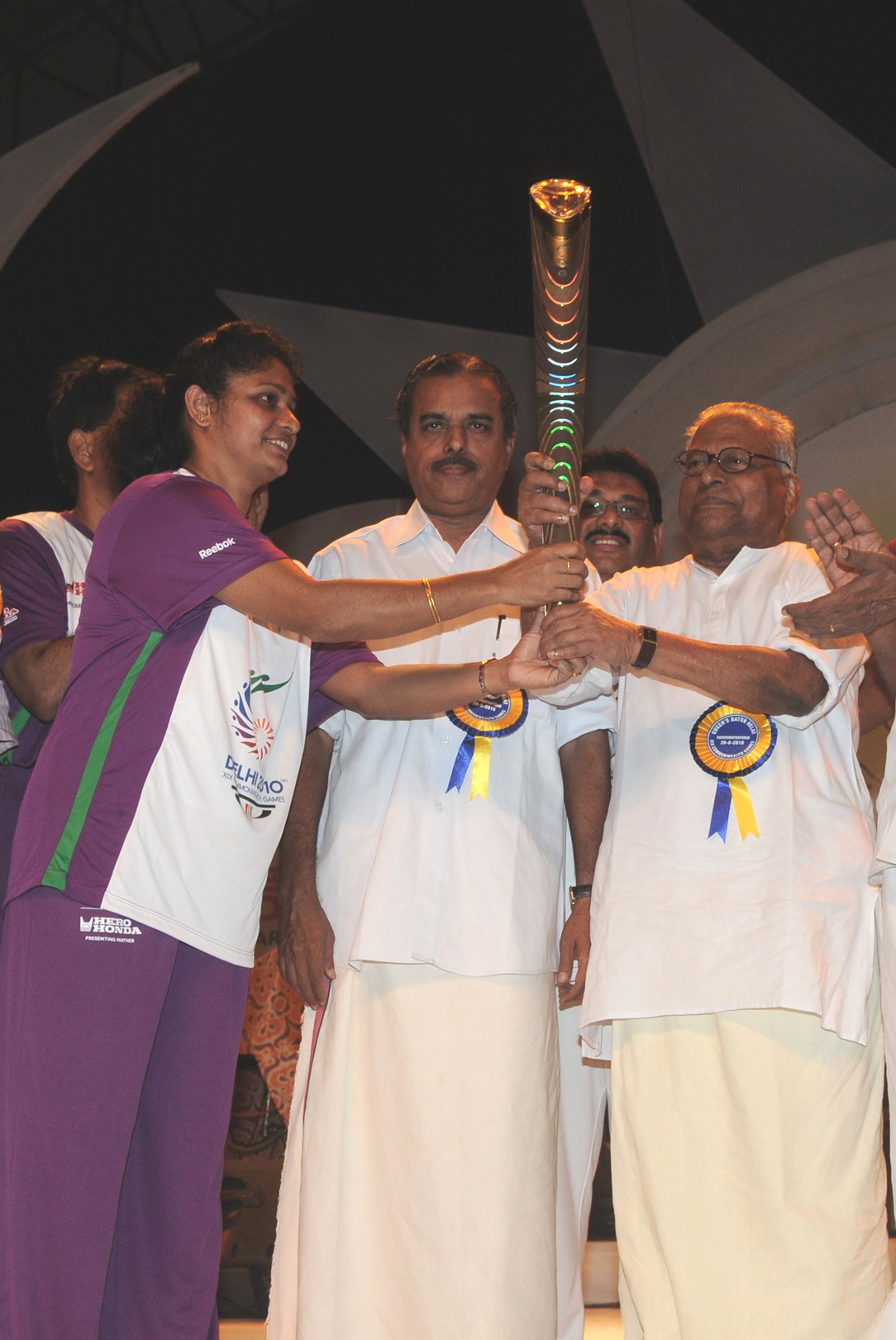
K. Mathews Beenamol (Foto: 2010 – Überreichen des Königsstabs der Queen) scheiterte im Halbfinale auf Rang acht ihres Rennens
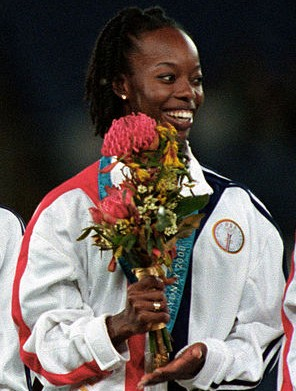
Monique Hennagans fünfter Rang im zweiten Halbfinale reichte nicht zur Finalteilnahme

6. August 2001, 17:17 Uhr
| Platz | Name                | Nation      | Zeit (s) |
| ----- | ------------------- | ----------- | -------- |
| 1     | Amy Mbacké Thiam    | Senegal     | 50,21 NR |
| 2     | Kaltouma Nadjina    | Tschad      | 50,38    |
| 3     | Falilat Ogunkoya    | Nigeria     | 50,50    |
| 4     | Heide Seyerling     | Südafrika   | 50,87    |
| 5     | Monique Hennagan    | USA         | 50,98    |
| 6     | Sandie Richards     | Jamaika     | 51,40    |
| 7     | Claudia Marx        | Deutschland | 51,75    |
| 8     | K. Mathews Beenamol | Indien      | 52,68    |

### Halbfinallauf 3

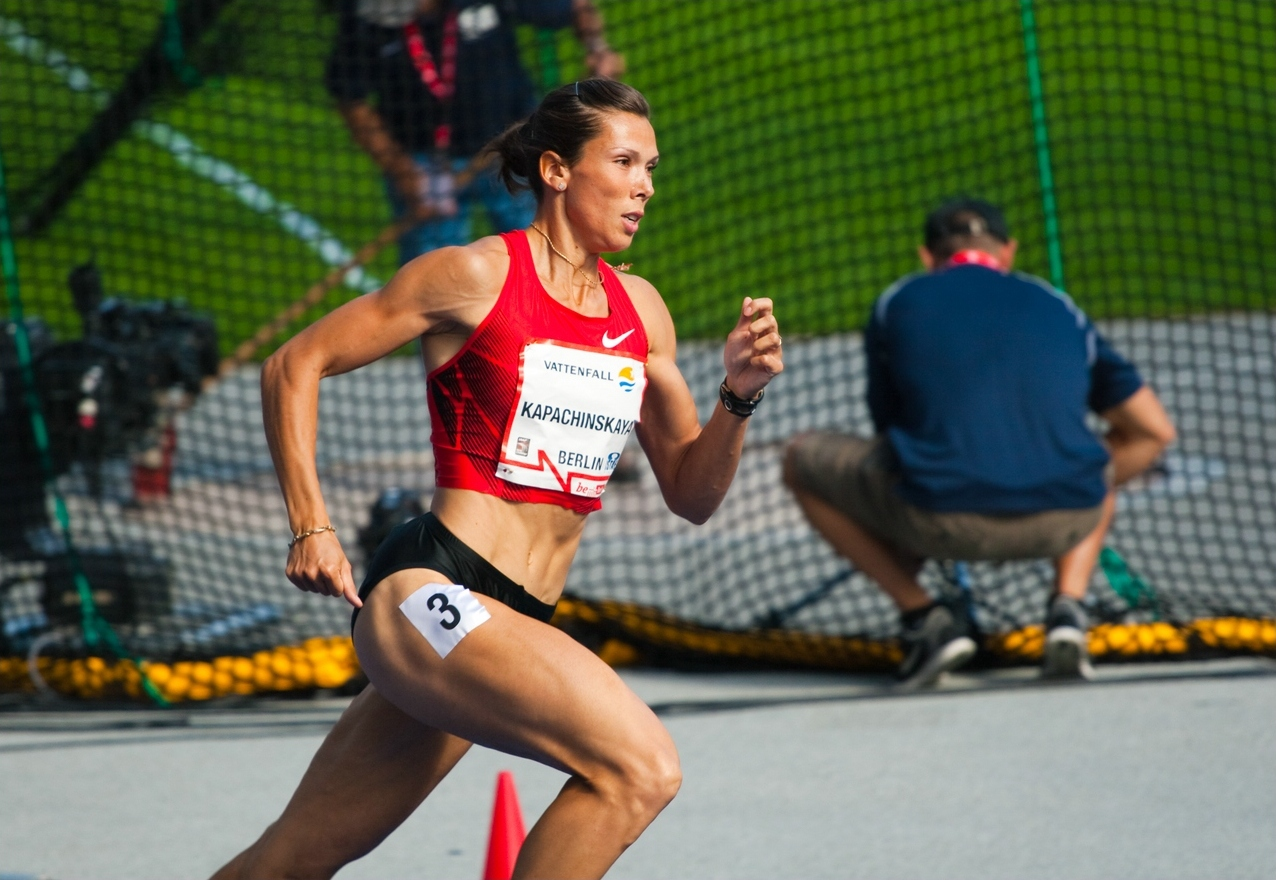
Anastassija Kapatschinskajas fünfter Platz im dritten Halbfinale war zu wenig, um im Finale dabei zu sein
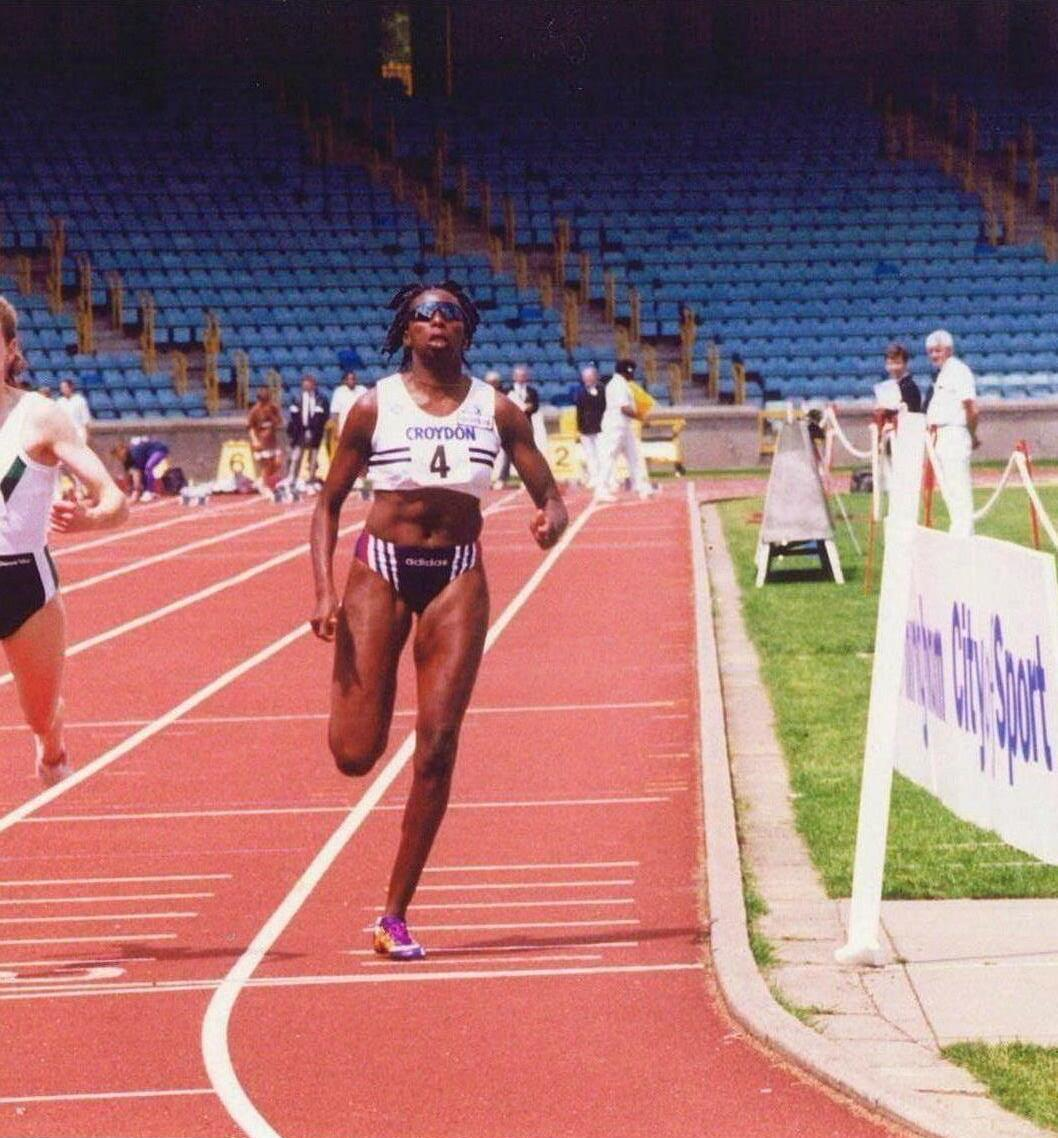
Donna Fraser – Rang sechs im dritten Halbfinale und damit ausgeschieden

6. August 2001, 17:24 Uhr
| Platz | Name                        | Nation         | Zeit (s) |
| ----- | --------------------------- | -------------- | -------- |
| 1     | Ana Guevara                 | Mexiko         | 50,58    |
| 2     | Lorraine Fenton             | Jamaika        | 50,61    |
| 3     | Michelle Collins            | USA            | 51,22    |
| 4     | Florence Ekpo-Umoh          | Deutschland    | 51,47    |
| 5     | Anastassija Kapatschinskaja | Russland       | 51,68    |
| 6     | Donna Fraser                | Großbritannien | 51,77    |
| 7     | Aliann Pompey               | Guyana         | 51,96    |
| 8     | Hanna Kosak                 | Belarus        | 52,13    |

## Finale

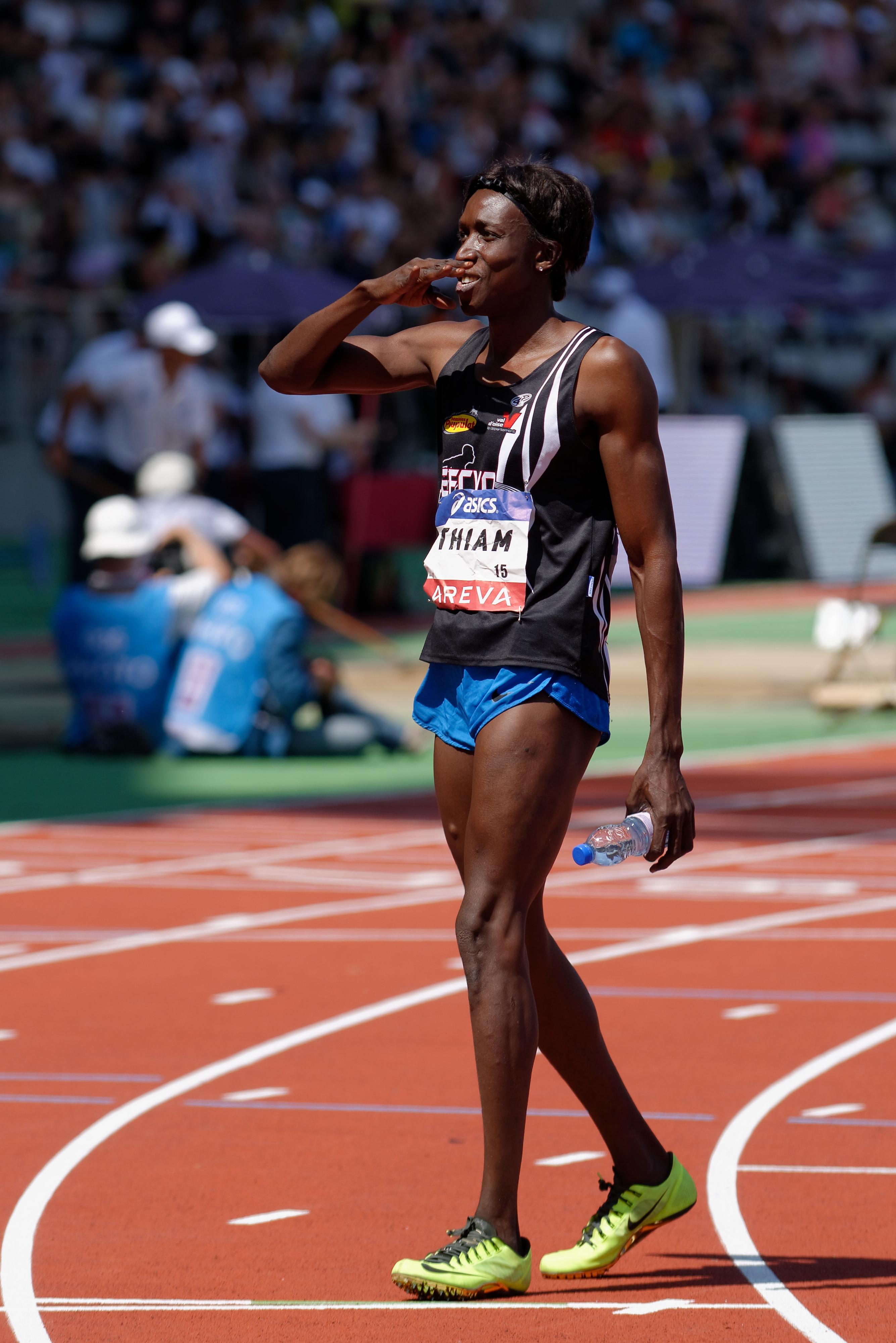
Weltmeisterin Amy Mbacké Thiam mit Landesrekord im Halbfinale und im Finale

7. August 2001, 20:45 Uhr
| Platz | Name             | Nation      | Zeit (s) |
| ----- | ---------------- | ----------- | -------- |
| 1     | Amy Mbacké Thiam | Senegal     | 49,86 NR |
| 2     | Lorraine Fenton  | Jamaika     | 49,88    |
| 3     | Ana Guevara      | Mexiko      | 49,97    |
| 4     | Grit Breuer      | Deutschland | 50,49    |
| 5     | Kaltouma Nadjina | Tschad      | 50,80    |
| 6     | Olesja Sykina    | Russland    | 50,93    |
| 7     | Mireille Nguimgo | Kamerun     | 51,97    |
| DNF   | Falilat Ogunkoya | Nigeria     |          |

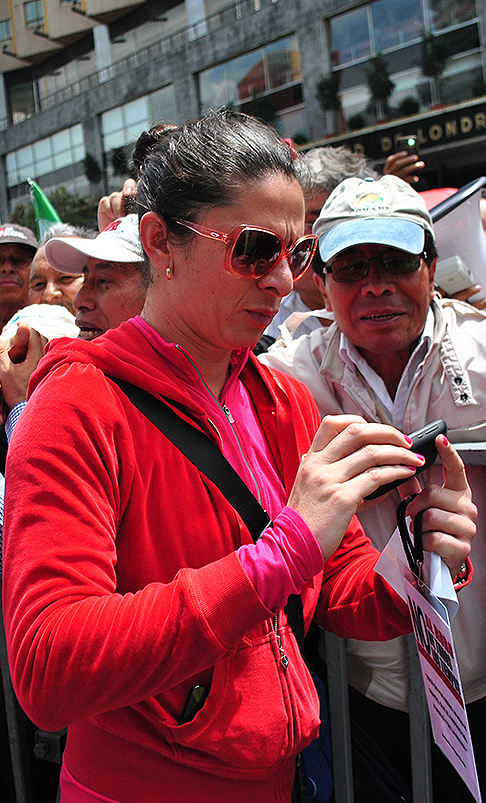
Bronzemedaillengewinnerin Ana Guevara stieg in den kommenden Jahren zur weltbesten 400-Meter-Läuferin auf
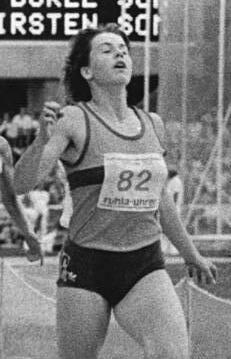
Grit Breuer (hier bei den DDR-Meisterschaften 1989), 1991 Vizeweltmeisterin, zweifache Europameisterin (1990/1998) und vielfache Staffel-Medaillengewinnerin, belegte Rang vier

## Video
- Women's 400m Final Edmonton 2001 auf youtube.com, abgerufen am 18. August 2020